# Prinsesse Astrid Kyst

Lägeskarta Norska Antarktis, Kronprins Astrid Kyst i mellersta delen.

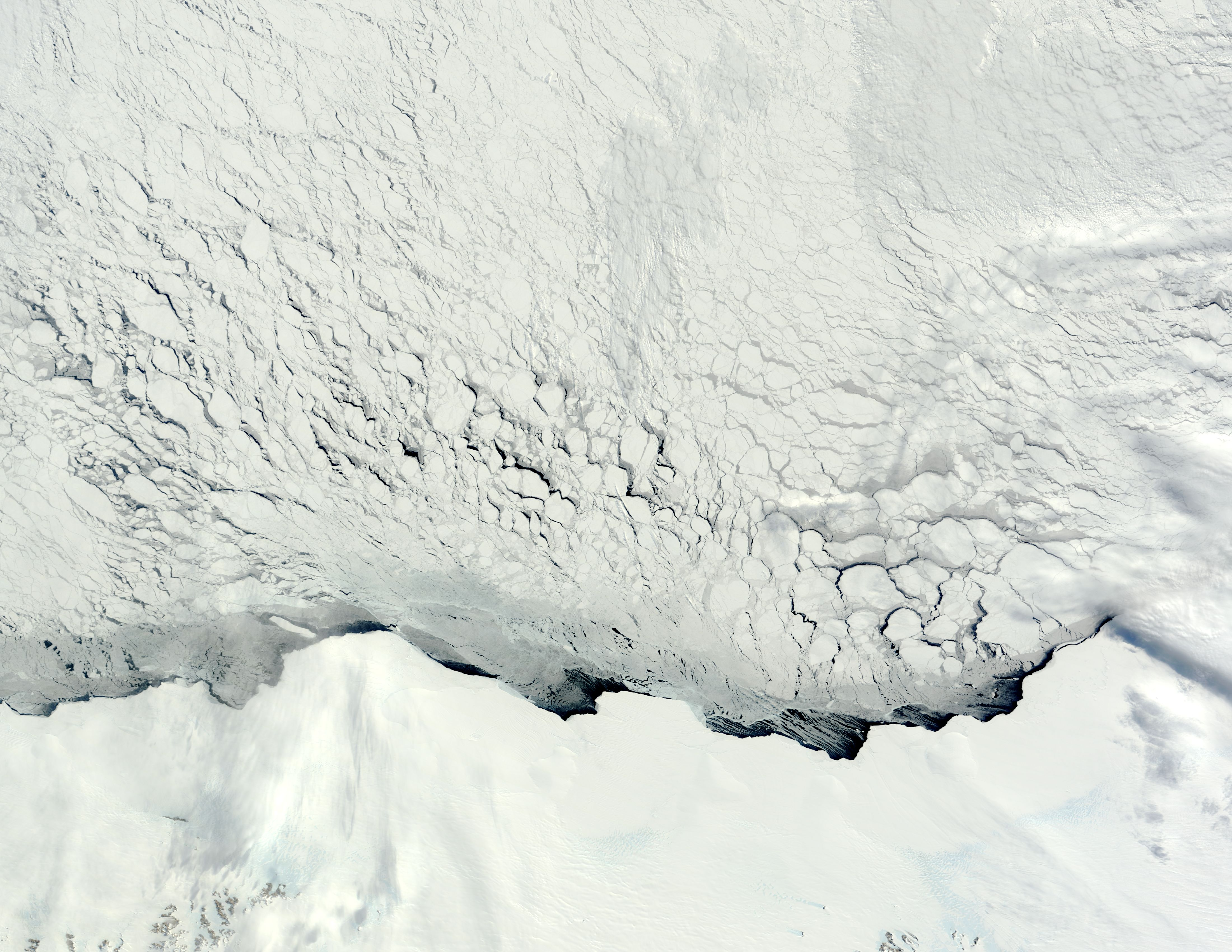
Satellitbild över området, Prinsessan Astrids kust till vänster.

Prinsesse Astrid Kyst är ett landområde inom Dronning Maud Land i östra Antarktis.

## Geografi
Prinsesse Astrid Kyst ligger i Östantarktis mellan Kronprinsesse Märtha Kyst och Prinsesse Ragnhild Kyst i den mellersta delen av Dronning Maud Land. Området ligger direkt vid Kong Haakon VII:s hav och sträcker sig mellan cirka 05° 00' V till 20° 00' Ö från Trolltunga till Sedovodden.
Mellan havet och kusten ligger shelfisarna Fimbulisen och Lazarevshelfisen.
Området är kuperad med bl.a. bergskedjan Schirmacherfjella, det finns även en rad glaciärer i området, däribland Lunde glaciären. I Schirmacherbergen finns den antarktiska oasen "Schirmacher Oasis" (eller Schirmacher Lake Plateau), ett cirka 34 km² stort och isfritt område med en längd om 25 km och 3 km brett som består av över 100 frusna färskvattensjöar.
I närheten av kusten ligger även den indiska forskningsstationen Dakshin Gangotri (70° 45' S / 12° 30' Ö).

## Historia
Prinsesse Ragnhild Kyst upptäcktes och utforskades från luften av Sevilla-expeditionen i mars 1931 under en flygning av H. Halvorsen och namngavs då efter prinsessan Astrid av Norge, kung Olav V av Norges dotter.
1983 öppnades Dakshin Gangotri som den första indiska forskningsstationen i Antarktis.